# Léopold Harzé
Léopold Harzé (Luik, 29 juli 1831 – Luik, 20 november 1893) was een Belgisch beeldhouwer, afkomstig uit Luik.

## Biografie
Harzé werd opgeleid aan de kunstacademie in Luik tussen 1845 en 1854. Vervolgens studeerde hij in 1855 in Brussel bij Willem Geefs. In 1868 maakte hij een studiereis naar Italië. Hij werkte in Luik, Brussel en Parijs en is onder andere bekend als maker van de Fontaines Montefiore in Luik. Naast werk van terracotta maakte hij ook gepatineerd bronzen beelden.
In zijn geboortestad is een straat naar hem vernoemd, de Rue Léopold Harzé.
- Bibliothèque nationale de France: cb14975597h (data)
- International Standard Name Identifier: 0000 0000 0248 5348
- RKD-Nederlands Instituut voor Kunstgeschiedenis: 36356
- SNAC: w6hq4187
- Virtual International Authority File: 66740160